# Kuwait-Dinar
Der Kuwait-Dinar (arabisch دينار كويتي, DMG Dīnār kuwaitī) ist die Währung von Kuwait.
Im Gegensatz zu vielen anderen Währungen ist der Kuwait-Dinar eine Tausenderwährung. Ein Dinar teilt sich demnach in 1000 Fils (= 10 Dirhams), während zum Beispiel der Euro oder der US-Dollar in 100 Cent aufgeteilt sind. Vom Dinar sind Banknoten zu ¼, ½, 1, 5, 10 und 20 Dinar, sowie Münzen zu 1 (selten), 5, 10, 20, 50 und 100 Fils im Umlauf.
Der Kuwait-Dinar wurde bislang in sechs Serien herausgegeben:
- Die Ausgabe der ersten Serie erfolgte nach der Verkündung des Gesetzes über die kuwaitische Währung im Jahre 1960, mit dem das Kuwaiti Currency Board etabliert und die bislang verwendete und an die Indische Rupie gekoppelte Golf-Rupie außer Kurs gesetzt wurde. Diese Serie war vom 1. April 1961 bis 1. Februar 1982 im Umlauf.
- Nach der Errichtung der Central Bank of Kuwait als Nachfolgeinstitution des Kuwaiti Currency Board wurden ab dem 17. November 1970 neue Banknoten zu 1/4, 1/2 und 10 Dinar ausgegeben, gefolgt von den 1- und 5 Dinar-Noten der zweiten Serie am 20. April 1971. Diese zweite Ausgabe wurde ebenfalls am 1. Februar 1982 zurückgezogen.
- Nach der Thronbesteigung durch Scheich Dschabir al-Ahmad al-Dschabir as-Sabah wurde die dritte Serie am 20. Februar 1980 aufgelegt, zunächst in den bekannten Stückelungen 1/4, 1/2, 1, 5 und 10 Dinar. Am 9. Februar 1986 wurde die neue 20 Dinar-Note eingeführt. In der Folge des Ausnahmezustands nach der Invasion des Irak in Kuwait wurde diese Serie mit Wirkung zum 24. März 1991 außer Kraft gesetzt. Die Umtauschfrist für diese Banknoten endete am 30. September 1991.
- Nach der Befreiung wurde die vierte Serie am 24. März 1991 mit dem Ziel herausgegeben, die zum selben Termin außer Kurs gesetzte vorhergehende Serie schnellstens zu ersetzen und die zügige wirtschaftliche Erholung des Landes sicherzustellen. Diese vierte Serie war bis zum 16. Februar 1995 gesetzliches Zahlungsmittel.
- Am 3. April 1994 wurde die fünfte Serie kuwaitischer Banknoten ausgegeben, ausgestattet mit Hochtechnologie-Sicherheitsmerkmalen, die mittlerweile Standard bei der Banknoten-Ausgabe sind.
- Seit dem 29. Juni 2014 ist die sechste und somit neueste Banknotenserie im Umlauf, die mit den höchstmöglichen Sicherheitsmerkmalen ausgestattet wurde, die es zum Zeitpunkt der Herstellung auf der Welt gab.

Überlegungen, den Dinar durch eine gemeinsame Währung der Golfstaaten zu ersetzen, wurden bisher noch nicht in die Tat umgesetzt.
Der Kuwait-Dinar ist nominell die teuerste Währung der Welt.